# As I Lay Dying
As I Lay Dying este o formație metalcore americană din San Diego, California. Formată în 2000 de solistul și solistul Tim Lambesis, prima formație completă a trupei (inclusiv colegul de trupă Point of Recognition al lui Lambesis, Jordan Mancino), a fost finalizată în 2001. Trupa a lansat șapte albume, un album split și două albume compilație.